# Hrozove, Bilozerka
Hrozove (în ucraineană Грозове) este localitatea de reședință a comunei Hrozove din raionul Bilozerka, regiunea Herson, Ucraina.

## Demografie
Componența lingvistică a localității Hrozove
     Ucraineană (81,48%)
     Rusă (3,7%)
     Română (1,23%)
     Alte limbi (0,62%)
Conform recensământului din 2001, majoritatea populației localității Hrozove era vorbitoare de ucraineană (81,48%), existând în minoritate și vorbitori de rusă (3,7%) și română (1,23%).